# Brachythecium fendleri
Brachythecium fendleri är en bladmossart som beskrevs av Georg Friedrich von Jaeger 1878. Brachythecium fendleri ingår i släktet gräsmossor, och familjen Brachytheciaceae. Inga underarter finns listade i Catalogue of Life.